# ژان-ژاک ۱۴۶۱
سیارک ۱۴۶۱ (به انگلیسی: 1461 Jean-Jacques، نامگذاری:1937YL) هزار و چهارصد و شصت و یکمین سیارک کشف شده‌است که در ۳۰ دسامبر ۱۹۳۷ و در نیس کشف شد.
قدر مطلق سیارک برابر ۱۰٫۰۱ است.